# Assi Levy

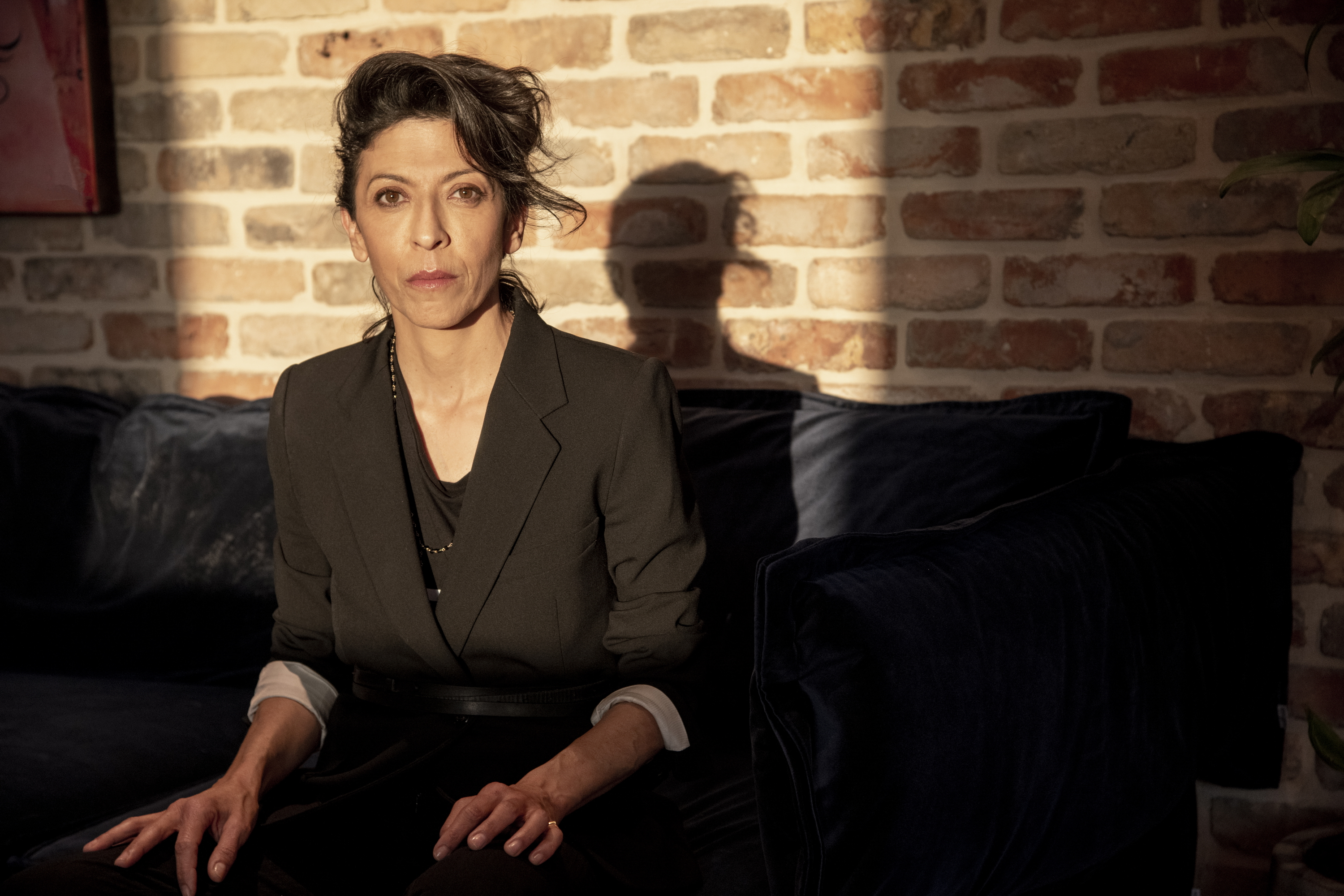
Assi Levy, 2019

Assi Levy (hebräisch אסי לוי; * 28. September 1969 in Tel Aviv-Jaffa, Israel) ist eine israelische Schauspielerin.

## Leben
Assi Levy studierte in ihrer Heimatstadt an der renommierten Yoram Levinstein School of Acting Schauspiel. Anschließend spielte sie Theater und debütierte in dem 1995 erschienenen und von Dina Zvi-Riklis inszenierten Drama Shiv'a an der Seite von Yael Hadar und Israel Damidov auf der Leinwand. Für ihre Darstellung der Nelly in Jonathan Sagalls Drama Kesher Ir wurde sie zum ersten Mal mit dem israelischen Filmpreis Ophir Award als Beste Nebendarstellerin ausgezeichnet. Eine zweite Auszeichnung als Beste Hauptdarstellerin folgte 2006 für ihre Darstellung der Aviva Cohen in Shemi Zarhins Drama Aviva Ahuvati. International wurde Levy für ihre Hauptrolle in Raphaël Nadjaris Drama Der werfe den ersten Stein bekannt. Für die Darstellung der Michale wurde sie bei der Verleihung des Europäischen Filmpreises 2004 als Beste Darstellerin nominiert.
Von 2000 bis 2006 war Levy mit Yaniv Kaufman verheiratet, mit dem sie zwei gemeinsame Kinder hat. Aktuell ist sie mit dem israelischen Tänzer Tamar Shelef liiert.

## Filmografie (Auswahl)
- 1995: Shiv'a
- 1998: Aviv
- 1999: Kesher Ir
- 2000: Haboleshet Hokeret
- 2004: Der werfe den ersten Stein (Avanim)
- 2006: Aviva Ahuvati
- 2012: Haolam Mats'hik
- 2013: Ana Arabia
- 2014: Encirclements
- 2015: Hatuna MeNiyar
- 2017: Longing (Ga'agua)
- 2018: Harmon (Fernsehserie, 8 Folgen)
- 2018: HaNeshef
- 2018–2019: Asylum City (Fernsehserie, 7 Folgen)
- 2020–2024: Black Space (Fernsehserie, 16 Folgen)
- 2024: Hemda

## Auszeichnung (Auswahl)
Ophir Award
- 1998: Beste Nebendarstellerin für Kesher Ir
- 2000: Nominierung als Beste Hauptdarstellerin für Haboleshet Hokeret
- 2006: Beste Hauptdarstellerin für Aviva Ahuvati

Europäischer Filmpreis
- 2004: Nominierung als Beste Darstellerin für Der werfe den ersten Stein